# Kamienica Rynek 7 w Lublinie
Kamienica Rynek 7 w Lublinie – zabytkowa dwupiętrowa, podpiwniczona kamienica na Starym Mieście w Lublinie. Wpisana do rejestru zabytków pod numerem A/492 z dnia 17.03.1971. Znajduje się w zwartym ciągu zabudowy Rynku Starego Miasta, pomiędzy zabytkowymi kamienicami numer 6 tzw. Kamienicą Chociszewską i numer 8 tzw. Kamienicą Lubomelskich. Budynek jest podpiwniczony jedną kondygnacją piwnic. Fasada kamienicy swój obecny wygląd zawdzięcza przeprowadzonemu w latach 1991 - 1995 remontowi.

## Historia
Pierwsze źródła o istnieniu w tym miejscu budynku pochodzą z 1522 roku. Jej właścicielem była rodzina Skromowskich. Był to budynek murowany. Informacja z 1612 roku mówi o tym, że już w 1488 roku w tym miejscu był należący do Jadwigi Kuminożyny murowany budynek mieszkalny. W latach 1520–1540 został przeprowadzony remont z przebudową kamienicy z gotyckiej na renesansową. W 1555 roku całość kamienicy odkupił doktor medycyny Walenty Sierpowski (właśc. Sierpiński). Po 2 latach sprzedał ją i do 1581 roku miała kilku współwłaścicieli. Wtedy Melchior Mężyk odkupił część kamienicy, a w 1585 roku dokupił pozostała część. W latach 1598–1599 w kamienicy tej mieszkał m.in. nadworny lekarz królów polskich Wojciech Oczko. 
W rękach rodziny Mężyków obiekt pozostawał do 1666 roku. Przez cały XVIII i XIX wiek wielokrotnie zmieniał właścicieli. W 1782 roku przeprowadzono generalny remont budynku, w czasie którego zmieniono także attykę na klasycystyczną (ostatecznie zdemontowano ją w 1886 roku). W czasie prac konserwatorskich w 1928 roku po zbiciu części tynków z fasady, odkryto XVII-wieczny fryz sgraffitowy. W 1917 roku została zakupiona przez żydowską rodzinę Fajnzylber. Po II wojnie światowej w 1960 roku przeszła na własność Skarbu Państwa.
Po remoncie w latach 1991-1995 został wyeksponowany XVII-wieczny strop belkowy z dekoracjami o motywach roślinnych.

## Literatura
- Piotr Kawałko i inni, Lublin Przewodnik, historia, co warto zobaczyć, mapy, noclegi, gastronomia, ciekawostki, Lublin: Wydawnictwo Archidiecezji Lubelskiej "Gaudium", 2012, s. 109, ISBN 978-83-7548-115-0.
- Leksykon Lublin, Anna Malik – Rynek 7 w Lublinie.
- Kamienica Rynek nr 7, zwana kamienicą Mężytką, Lubelska Fundacja Odnowy Zabytków w Lublinie, 2012-10-27